# Oncostemum
Oncostemum är ett släkte av viveväxter. Oncostemum ingår i familjen viveväxter.

## Dottertaxa tillOncostemum, i alfabetisk ordning[1]
- Oncostemum acuminatum
- Oncostemum andreanae
- Oncostemum ankifiense
- Oncostemum arboreum
- Oncostemum arthriticum
- Oncostemum balanocarpum
- Oncostemum barbeyanum
- Oncostemum boivinianum
- Oncostemum bojeranum
- Oncostemum botryoides
- Oncostemum brevipedatum
- Oncostemum buxifolium
- Oncostemum capelieranum
- Oncostemum capitatum
- Oncostemum cauliflorum
- Oncostemum celastroides
- Oncostemum coriaceum
- Oncostemum coursii
- Oncostemum crenatum
- Oncostemum dauphinense
- Oncostemum denticulatum
- Oncostemum divaricatum
- Oncostemum dracaenifolium
- Oncostemum elephantipes
- Oncostemum ericophilum
- Oncostemum evonymoides
- Oncostemum falcifolium
- Oncostemum filicinum
- Oncostemum flexuosum
- Oncostemum formosum
- Oncostemum forsythii
- Oncostemum fuscopilosum
- Oncostemum glaucum
- Oncostemum goudotianum
- Oncostemum gracile
- Oncostemum gracilipes
- Oncostemum hieroglyphicum
- Oncostemum hildebrandtii
- Oncostemum hirsutum
- Oncostemum humbertianum
- Oncostemum humblotii
- Oncostemum imparipinnatum
- Oncostemum laevigatum
- Oncostemum laurifolium
- Oncostemum laxiflorum
- Oncostemum leprosum
- Oncostemum leptocladum
- Oncostemum lichenophilum
- Oncostemum linearisepalum
- Oncostemum longipes
- Oncostemum lucens
- Oncostemum macranthum
- Oncostemum macrocarpum
- Oncostemum macrophyllum
- Oncostemum macroscyphon
- Oncostemum macrostachyum
- Oncostemum matitanense
- Oncostemum meeusianum
- Oncostemum mezianum
- Oncostemum microphyllum
- Oncostemum microsphaerum
- Oncostemum muscicolum
- Oncostemum myrtilloides
- Oncostemum nemorosum
- Oncostemum neriifolium
- Oncostemum nervosum
- Oncostemum nitidulum
- Oncostemum oliganthum
- Oncostemum ovatoacuminatum
- Oncostemum pachybotrys
- Oncostemum palmiforme
- Oncostemum paniculatum
- Oncostemum pauciflorum
- Oncostemum pendulum
- Oncostemum pentagonum
- Oncostemum phyllanthoides
- Oncostemum platycladum
- Oncostemum polytrichum
- Oncostemum pterocaule
- Oncostemum pustulosum
- Oncostemum racemiferum
- Oncostemum radlkoferi
- Oncostemum reflexum
- Oncostemum richardianum
- Oncostemum rienanense
- Oncostemum roseum
- Oncostemum rubricaule
- Oncostemum rubronotatum
- Oncostemum scabridum
- Oncostemum scriptum
- Oncostemum seyrigii
- Oncostemum subcuspidatum
- Oncostemum tenerum
- Oncostemum terniflorum
- Oncostemum triflorum
- Oncostemum umbellatum
- Oncostemum vacciniifolium
- Oncostemum venulosum
- Oncostemum viride